# Przyny (przystanek kolejowy)
Przyny – zamknięty przystanek osobowy w Przynach na linii kolejowej nr 242 Twarda Góra – Nowe, w powiecie świeckim, w województwie kujawsko-pomorskim, w Polsce.